# Ivica Marić
Ivica Marić (Zenica, Yugoslavia, 16 de abril de 1967) es un exjugador de baloncesto croata. Con 1.82 de estatura, su puesto natural en la cancha era el de base.

## Trayectoria
- Čelik Zenica (1989-1991)
- 1860 Múnich (1991-1992)
- Cibona Zagreb (1992-1994)
- Zrinjevac Zagreb (1994-1997)
- Pallacanestro Trieste (1997-1998)
- Basket Livorno (1998-1999)
- Pallacanestro Trieste (1999-2000)
- KK Zadar (2000-2001)
- Pallacanestro Trieste (2001-2003)
- Anwil Włocławek (2003)
- Aix Maurienne (2004)
- Dukagjini Pejë (2004-2005)
- Hermes Zagreb (2005-2006)
- KK Zagreb (2005-2006)
- Sibenka Sibenik (2006)
- KK Rijeka (2006-2007)